# Birmingham Royal Ballet
Il Birmingham Royal Ballet (BRB) è una delle quattro principali compagnie di balletto del Regno Unito, al fianco del Royal Ballet, l'English National Ballet e lo Scottish Ballet. Fondata nel 1946 come Sadler's Wells Theatre Ballet, la compagnia fu costituita sotto la direzione del ballerino John Field, come una consorella della precedente società Sadler's Wells, che si spostò alla Royal Opera House. La nuova compagnia rimase al Sadler's Wells per molti anni, diventando nota come Sadler's Wells Royal Ballet. Ha anche fatto il tour del Regno Unito e all'estero, prima di trasferirsi a Birmingham nel 1990, come la compagnia di danza residente del Birmingham Hippodrome. Nel 1997, il Birmingham Royal Ballet divenne indipendente dal Royal Ballet di Londra. Come una società residente, Birmingham Royal Ballet ha ampie strutture su misura, tra cui una suite di studi per danza, il "Centro Jerwood per la Prevenzione e il Trattamento delle Lesioni da danza" e un teatro studio noto come il "Patrick Centre". Nel 2002, la necessità del Birmingham Royal Ballet di avere una propria scuola ha portato ad una nuova associazione con Elmhurst School per la Danza, che ora è la sua scuola ufficiale balletto.

## Storia
Nel 1926, la ballerina di origine irlandese Ninette de Valois fondò l'"Accademia di Arte Coreografica", una scuola di danza per ragazze. La sua intenzione era quella di formare una compagnia di balletto di repertorio e la scuola, portandola a collaborare con la produttrice teatrale inglese e proprietaria di teatro Lilian Baylis. Baylis possedeva i teatri Old Vic e Sadler's Wells e nel 1925 ingaggiò la de Valois per mettere in scena spettacoli di danza in entrambe le sedi.
Il Sadler's Wells riaprì nel 1931 e il "Balletto Vic-Wells" e "Vic-Wells Ballet School" furono istituiti in locali del teatro. Questi sarebbero diventati i predecessori degli odierni "Royal Ballet", "Birmingham Royal Ballet" e Royal Ballet School.
Nel 1939, la compagnia perse il suo legame con il teatro Old Vic e nel 1940 il teatro Sadler Wells fu bombardato durante la seconda guerra mondiale. Questi eventi costrinsero la compagnia ad iniziare un tour del paese, diventando nota come Sadler's Wells Ballet. La compagnia fece ritorno al teatro Sadler's Wells, dove rimase fino al 1946, quando fu invitata a diventare la compagnia di danza residente del Royal Opera House del Covent Garden recentemente riaperto. La compagnia si trasferì al teatro dell'opera quello stesso anno 1946, quando fu messa in scena in sede la prima produzione di Ninette de Valois, de La Bella Addormentata .
In seguito al trasferimento della compagnia la scuola fu trasferita in una sede propria nel 1947 e fu creata una consociata per continuare gli spettacoli al Sadler's Wells, chiamato "Sadler's Wells Theatre Ballet". Questa compagnia consorella sarebbe diventata quella che precedette l'odierna Birmingham Royal Ballet. Il primo direttore artistico del Sadler's Wells Theatre Ballet fu John Field, che fu poi nominato co-direttore del Royal Ballet e lavorò anche come direttore artistico del Corpo di Ballo del Teatro alla Scala e dell'English National Ballet.
Nel 1955, il "Sadler's Wells Theatre Ballet" perse temporaneamente il suo legame con il teatro Sadler' Wells e fu trasferito alla Royal Opera House come unità itinerante della compagnia principale.
Nel 1956 fu concesso un contratto Reale ad entrambe le compagnie ed alla scuola, che furono successivamente ribattezzati Royal Ballet, Sadler's Wells Royal Ballet e Royal Ballet School.
Il Sadler's Wells Royal Ballet tornò al teatro Sadler Wells nel 1970, pur continuando ad andare in tour per il paese. Il primo segnale che la compagnia avrebbe lasciato Londra venne nel 1987, quando fu invitata a diventare la compagnia di danza residente al teatro "Birmingham Hippodrome". Di conseguenza, l'azienda si trasferì a Birmingham nel 1990 e le venne assegnato il suo nome attuale "Birmingham Royal Ballet".
Sir Peter Wright rimase come direttore artistico della compagnia e ricoprì la carica fino al suo pensionamento nel 1995, quando David Bintley fu nominato direttore artistico al suo posto. Nel 1997, il "Birmingham Royal Ballet" fu reso indipendente dal "Royal Ballet" e cessò di essere gestito dalla Royal Opera House. Carlos Acosta è subentrato a Bintley come direttore artistico nel luglio 2019 dopo ventiquattro anni di servizio.
In qualità di compagnia di danza indipendente, il Birmingham Royal Ballet non ha più legami ufficiali con il Royal Ballet o con la Royal Ballet School. Per affermare di nuovo la sua notorietà come un'entità separata, nel 2002, iniziò un nuovo rapporto con la Scuola Elmhurst per la danza, che ora è la sua scuola ufficiale associata. La Elmhurst è la più antica scuola di danza professionistica con sede nel Regno Unito, ed ha avuto in precedenza sede a Camberley, nel Surrey. Si trasferì in dei locali  a Edgbaston, Birmingham nel 2004, diventando conosciuta come la "Scuola Elmhurst per la Danza, in collaborazione con il Birmingham Royal Ballet".

## Balletti messi in scena dal Birmingham Royal Ballet
| Elenco dei balletti messi in scena dal Birmingham Royal Ballet | Elenco dei balletti messi in scena dal Birmingham Royal Ballet | Elenco dei balletti messi in scena dal Birmingham Royal Ballet                                                                                                  | Elenco dei balletti messi in scena dal Birmingham Royal Ballet     | Elenco dei balletti messi in scena dal Birmingham Royal Ballet |
| Titolo                                                         | Tempo di esecuzione (min.)                                     | Coreografo | Compositore                                                        |                                                                |
| -------------------------------------------------------------- | -------------------------------------------------------------- | --- | ------------------------------------------------------------------ | -------------------------------------------------------------- |
| Agon                                                           | 28                                                             | George Balanchine | Igor' Stravinskij                                                  |                                                                |
| All for a Kiss                                                 | 5                                                              | Aonghus Hoole | Igor' Stravinskij                                                  |                                                                |
| Apollon musagète                                               | 30                                                             | George Balanchine | Igor' Stravinskij                                                  |                                                                |
| Arthur pt I                                                    | 60, 45                                                         | David Bintley | John McCabe                                                        |                                                                |
| Arthur pt II                                                   | 58, 65                                                         | David Bintley | John McCabe                                                        |                                                                |
| Avec Moi Ce Soir                                               |                                                                | Glyn Scott | Igor' Stravinskij                                                  |                                                                |
| Le Baiser de la fée                                            | 45                                                             | Michael Corder | Igor' Stravinskij                                                  |                                                                |
| Beauty and the Beast                                           | 50, 50                                                         | David Bintley | Glenn Buhr                                                         |                                                                |
| Bright Young Things                                            | 30                                                             | Oliver Hindle | George Gershwin                                                    |                                                                |
| Brouillards                                                    | 37                                                             | John Cranko | Claude Debussy                                                     |                                                                |
| Jeu de cartes                                                  | 24                                                             | John Cranko | Igor' Stravinskij                                                  |                                                                |
| Carmina Burana                                                 | 67                                                             | David Bintley | Carl Orff                                                          |                                                                |
| Carnival of the Animals                                        | 25                                                             | David Justin, Toby Norman-Wright, Jonathan Payn, Nicole Tongue                                                                                                  | Camille Saint-Saëns                                                |                                                                |
| Checkmate                                                      | 46                                                             | Ninette de Valois | Arthur Bliss                                                       |                                                                |
| Choros                                                         | 30                                                             | David Bintley | Aubrey Meyer                                                       |                                                                |
| Concert Fantasy                                                | 30                                                             | David Bintley | Pëtr Čajkovskij                                                    |                                                                |
| Concerto                                                       | 24                                                             | Kenneth MacMillan | Dmitrij Šostakovič                                                 |                                                                |
| Concerto Barocco                                               | 20                                                             | George Balanchine | Johann Sebastian Bach                                              |                                                                |
| Coppélia                                                       | 35, 28, 38                                                     | Peter Wright, (precedentemente Marius Petipa ed Enrico Cecchetti)                                                                                               | Léo Delibes                                                        |                                                                |
| Cyrano                                                         | 53, 33, 41                                                     | David Bintley | Carl Davis                                                         |                                                                |
| The Dance House                                                | 26                                                             | David Bintley | Dmitrij Šostakovič                                                 |                                                                |
| Danses concertantes                                            |                                                                | Kit Holder, Glyn Scott, Aonghus Hoole, Kosuke Yamamoto | Igor' Stravinskij                                                  |                                                                |
| Dante Sonata                                                   | 17                                                             | Frederick Ashton | Franz Liszt, arrangiamento di Constant Lambert                     |                                                                |
| Daphnis et Chloé                                               | 55                                                             | Frederick Ashton | Maurice Ravel                                                      |                                                                |
| The Dream                                                      | 54                                                             | Frederick Ashton | Felix Mendelssohn                                                  |                                                                |
| Dumbarton Oaks                                                 | 15                                                             | Michael Kopinski | Igor' Stravinskij                                                  |                                                                |
| Duo concertante                                                | 17                                                             | George Balanchine | Igor' Stravinskij                                                  |                                                                |
| Ebony Concerto                                                 |                                                                | Samara Downs | Igor' Stravinskij                                                  |                                                                |
| Edward II                                                      | 60, 55                                                         | David Bintley | John McCabe                                                        |                                                                |
| Elite Syncopations                                             | 38                                                             | Kenneth MacMillan | Scott Joplin et al.                                                |                                                                |
| The End of Winter                                              |                                                                | Kosuke Yamamoto | Igor' Stravinskij                                                  |                                                                |
| Enigma Variations                                              | 34                                                             | Frederick Ashton | Edward Elgar                                                       |                                                                |
| Façade                                                         | 20                                                             | Frederick Ashton | William Walton                                                     |                                                                |
| Fancy Free                                                     | 31                                                             | Jerome Robbins | Leonard Bernstein                                                  |                                                                |
| Far from the Madding Crowd                                     | 50, 40, 40                                                     | David Bintley | Paul Reade                                                         |                                                                |
| La Fille Mal Gardée                                            | 28, 34, 38                                                     | Frederick Ashton | Ferdinand Hérold                                                   |                                                                |
| L'uccello di fuoco                                             | 47                                                             | Michail Fokine | Igor' Stravinskij                                                  |                                                                |
| Five Brahms Waltzes in the Manner of Isadora Duncan            | 8                                                              | Frederick Ashton | Johannes Brahms                                                    |                                                                |
| Five Tangos                                                    | 27                                                             | Hans van Manen | Ástor Piazzolla                                                    |                                                                |
| Le quattro stagioni                                            | 45                                                             | Oliver Hindle, Shimon Kalichman, Mikaela Polley, Samira Saidi, Asier Uriagereka, Richard Whistler, Yuri Zhukov                                                  | Antonio Vivaldi                                                    |                                                                |
| Le quattro stagioni                                            | 46                                                             | Oliver Hindle | Antonio Vivaldi                                                    |                                                                |
| The Four Temperaments                                          | 32                                                             | George Balanchine | Paul Hindemith                                                     |                                                                |
| Giselle                                                        | 55, 46                                                         | Marius Petipa, (precedentemente Jean Coralli e Jules Perrot) | Adolphe Adam                                                       |                                                                |
| Grosse Fuge                                                    | 27                                                             | Hans van Manen | Ludwig van Beethoven                                               |                                                                |
| Hobson's Choice                                                | 34, 28, 42                                                     | David Bintley | Paul Reade                                                         |                                                                |
| In the Upper Room                                              | 40                                                             | Twyla Tharp | Philip Glass                                                       |                                                                |
| Into the Ferment                                               | 25                                                             | Jonathan Payn | James MacMillan                                                    |                                                                |
| Krishna                                                        | 35                                                             | Nahid Siddiqui | Hariprasad Chaurasia                                               |                                                                |
| The Lady and the Fool                                          | 48                                                             | John Cranko | Giuseppe Verdi, arrangiamento di Charles Mackerras                 |                                                                |
| Much A-Dance About Nothing                                     |                                                                | Jenny Murphy | Igor' Stravinskij                                                  |                                                                |
| Nine Sinatra Songs                                             | 33                                                             | Twyla Tharp |                                                                    |                                                                |
| Lo schiaccianoci                                               | 50, 50                                                         | Peter Wright, Lev Ivanov, Vincent Redmon | Pëtr Čajkovskij                                                    |                                                                |
| The Nutcracker Sweeties                                        | 35                                                             | David Bintley | Duke Ellington e Billy Strayhorn (precedentemente Pëtr Čajkovskij) |                                                                |
| Orpheus                                                        | 30                                                             | George Balanchine | Igor' Stravinskij                                                  |                                                                |
| The Orpheus Suite                                              | 45                                                             | David Bintley | Colin Towns                                                        |                                                                |
| Paquita                                                        | 28                                                             | Marius Petipa | Ludwig Minkus                                                      |                                                                |
| Les Petits Riens                                               | 25                                                             | David Bintley | Wolfgang Amadeus Mozart                                            |                                                                |
| Petrushka                                                      | 38                                                             | Michel Fokine | Igor' Stravinskij                                                  |                                                                |
| Quadri di un'esposizione                                       | 35                                                             | Shimon Kalichman, Toby Norman-Wright, Annette Pain, Jonathan Payn, Mikaela Polley, Samira Saidi, Nicole Tongue, Richard Whistler, Asier Uriagereka, Yuri Zhukov | Modest Musorgskij, arrangiamento di Maurice Ravel                  |                                                                |
| Pineapple Poll                                                 | 41                                                             | John Cranko | Arthur Sullivan, arrangiamento di Charles Mackerras                |                                                                |
| The Planets                                                    | 53                                                             | Rosie Kay, David Bintley, Samara Downs, Lei Zhao, Michael Kopinski, Kit Holder, Jenny Murphy                                                                    | Gustav Holst                                                       |                                                                |
| Powder                                                         | 33                                                             | Stanton Welch | Wolfgang Amadeus Mozart                                            |                                                                |
| Il figliol prodigo                                             | 36                                                             | George Balanchine | Sergej Prokof'ev                                                   |                                                                |
| The Prospect Before Us                                         | 38                                                             | Ninette de Valois | William Boyce, arrangiamento di Constant Lambert                   |                                                                |
| The Protecting Veil                                            | 43                                                             | David Bintley | John Tavener                                                       |                                                                |
| Pulcinella                                                     | 40                                                             | Kim Brandstrup | Igor' Stravinskij                                                  |                                                                |
| Rajmonda Act III                                               | 34                                                             | Rudolf Nureyev | Aleksandr Glazunov                                                 |                                                                |
| La sagra della primavera                                       | 35                                                             | Millicent Hodson, (prima coreografia Vaslav Nijinsky) | Igor' Stravinskij                                                  |                                                                |
| Romeo e Giulietta                                              | 60, 34, 40                                                     | Kenneth MacMillan | Sergej Prokof'ev                                                   |                                                                |
| Sanctum                                                        | 26                                                             | Lila York | Maurice Ravel e Christopher Rouse                                  |                                                                |
| Scènes de ballet                                               | 22                                                             | Frederick Ashton | Igor' Stravinskij                                                  |                                                                |
| The Seasons                                                    | 32                                                             | David Bintley | Giuseppe Verdi                                                     |                                                                |
| Serenade                                                       | 34                                                             | George Balanchine | Pëtr Čajkovskij                                                    |                                                                |
| The Shakespeare Suite                                          | 38                                                             | David Bintley | Duke Ellington e Billy Strayhorn                                   |                                                                |
| Slaughter on Tenth Avenue                                      | 25                                                             | George Balanchine | Richard Rodgers                                                    |                                                                |
| La bella addormentata                                          | 34, 30, 32, 39                                                 | Marius Petipa, Peter Wright | Pëtr Čajkovskij                                                    |                                                                |
| Small Worlds                                                   |                                                                | Kit Holder | Igor' Stravinskij                                                  |                                                                |
| Solitaire                                                      | 27                                                             | Kenneth MacMillan | Malcolm Arnold                                                     |                                                                |
| Das Lied von der Erde                                          | 63                                                             | Kenneth MacMillan | Gustav Mahler                                                      |                                                                |
| The Sons of Horus                                              | 30                                                             | David Bintley | Peter McGowan                                                      |                                                                |
| 'Still Life' at the Penguin Cafe                               | 42                                                             | David Bintley | Simon Jeffes                                                       |                                                                |
| Concerto per violino                                           | 20                                                             | George Balanchine | Igor' Stravinskij                                                  |                                                                |
| Il lago dei cigni                                              | 32, 32, 44, 20                                                 | Marius Petipa, Lev Ivanov e Peter Wright | Pëtr Čajkovskij                                                    |                                                                |
| Symphonic Variations                                           | 21                                                             | Frederick Ashton | César Franck                                                       |                                                                |
| Sinfonia in tre movimenti                                      | 24                                                             | George Balanchine | Igor' Stravinskij                                                  |                                                                |
| Take Five                                                      | 25                                                             | David Bintley | Dave Brubeck Quartet (trascrizione di Colin Towns)                 |                                                                |
| Tombeaux                                                       | 25                                                             | David Bintley | William Walton                                                     |                                                                |
| Tweedledum and Tweedledee                                      | 5                                                              | Frederick Ashton | Percy Grainger                                                     |                                                                |
| The Two Pigeons                                                | 27, 33                                                         | Frederick Ashton | André Messager                                                     |                                                                |
| Unravelled                                                     |                                                                | Nathanael Skelton | Igor' Stravinskij                                                  |                                                                |
| Voice of Spring                                                | 4                                                              | Frederick Ashton | Johann Strauss II                                                  |                                                                |
| The Walk to the Paradise Garden                                | 9                                                              | Frederick Ashton | Frederick Delius                                                   |                                                                |
| Western Symphony                                               | 30                                                             | George Balanchine | traduzione delle melodie americane arrangiata da Hershy Kay        |                                                                |

## Danzatori

### Principali
| Nome             | Nazionalità | Formazione                                           | Affiliato al BRB | Promosso a principale | Premi e riconoscimenti |
| ---------------- | ----------- | ---------------------------------------------------- | ---------------- | --------------------- | --- |
| Jamie Bond       | Regno Unito | Royal Ballet School                                  | 2003             | 2009                  | The Royal Ballet, 2002–2003 Eurovision Young Dancers – Finalista (Gran Bretagna), 2001 Young British Dancer of the Year – Vincitore, 2000 |
| Joseph Caley     | Regno Unito | Royal Ballet School                                  | 2005             | 2011                  | |
| Chi Cao          | Regno Unito | Beijing Dance Academy Royal Ballet School            | 1995             | 2002                  | Varna International Ballet Competition – medaglia d'oro, 1998 Stella del film Mao's Last Dancer Australian Inside Film Award 2010 Nomina per miglior attore |
| Mathias Dingman  | Regno Unito | Kirov Academy of Ballet                              | 2006             | 2015                  | |
| Momoko Hirata    | Giappone    | Reiko Yamamoto Ballet School Royal Ballet School     | 2003             | 2013                  | |
| Iain Mackay      | Regno Unito | Royal Ballet School                                  | 1999             | 2003                  | Promosso a solista – Birmingham Royal Ballet, 2001 |
| César Morales    | Cile        | Municipal Theatre of Santiago Houston Ballet Academy | 2008             | N/A                   | Artista ospite principale – Vienna State Opera Ballet, 2006 English National Ballet, 2004–2006 Altazor Prize – vincitore, 2002 & 2003 New York International Ballet Competition – medaglia d'oro, 2003 Prague International Ballet Competitions – medaglia d'oro, 2002 Ballet de Santiago, anni sconosciuti |
| Jenna Roberts    | Australia   | Marie Walton-Mahon Dance Academy Royal Ballet School | 2003             | 2012                  | |
| Nao Sakuma       | Giappone    | Michiko Komori Ballet School Royal Ballet School     | 1995             | 2002                  | National Dance Awards – Nomina, 2001 Jackson Ballet Competition – Premio speciale della giuria, 1998 |
| Tyrone Singleton | Regno Unito | Royal Ballet School                                  | 2003             | 2013                  | |
| Elisha Willis    | Australia   | Australian Ballet School                             | 2003             | 2004                  | Promosso a solista – Australian Ballet, 2001 Australian Ballet, 1999-2003 |

### Solisti principali
- Tzu-Chao Chou
- Samara Downs
- Céline Gittens
- Angela Paul
- Jonathan Payn

### Solisti
- Yasuou Atsuji
- James Barton
- Arancha Baselga
- William Bracewell
- Jonathan Caguoia

- Kit Holder
- Yvette Knight
- Maureya Lebowitz
- Rory Mackay

- Delia Mathews
- Steven Monteith
- Laura Purkiss
- Tom Rogers

### Artisti principali
- Ruth Brill
- Feargus Campbell
- Karla Doorbar
- Laura-Jane Gibson

- Brandon Lawrence
- Miki Mitzutani
- Valentin Olovyannikov

- Oliver Till
- Lewis Turner
- Yijing Zhang

### Artisti
- Ana Albutashvili
- Alexander Bird
- Laura Day
- Letícia Dias Dominguez
- Rosanna Ely
- Ana Karina Enriquez
- Miko Fogarty
- Reina Fuchigami

- Miko Fogarty
- Miles Gilliver
- Jade Heusen
- Mitsuru Ito
- Max Maslen
- Lachlan Monaghan
- Anna Monleon
- Beatrice Parma

- Rachele Pizzillo
- Brooke Ray
- Luke Schaufuss
- Yaoqian Shang
- Alys Shee
- Emily Smith
- Edivaldo Souza da Silva
- Daria Stanciulescu